# لنگرشاه
لنگرشاه (به خط تاجیکی: ҷамоати деҳоти Лангаришоҳ) جماعت و شهرکی در کشور تاجیکستان است که در ناحیهٔ تاجیک‌آباد ناحیه‌های تابع جمهوری قرار دارد. جمعیت این جماعت ۶۶۵۹ است.

## لیست دهات تابعه
- آبشاران (Обшорон)
- آهنگران (Оҳангарон)
- انبارآباد (Анваробод)
- ایشان (Эшон)
- بوستان (Бӯстон)
- سبزه‌زار (Сабзазор)
- سرچشمه (Саричашма)
- سومن‌دره (Сумандара)
- عادل‌آباد (Одилобод)
- غارغنچ (Ғорғинч)
- غلامان (Ғуломон)
- کول‌کلان (Кӯликалон)
- لنگرشاه (Лангаришоҳ)